# Iulia Hasdeu
Iulia Hasdeu, née le 14 novembre 1869 et morte le 29 septembre 1888, est une poétesse roumaine.

## Biographie

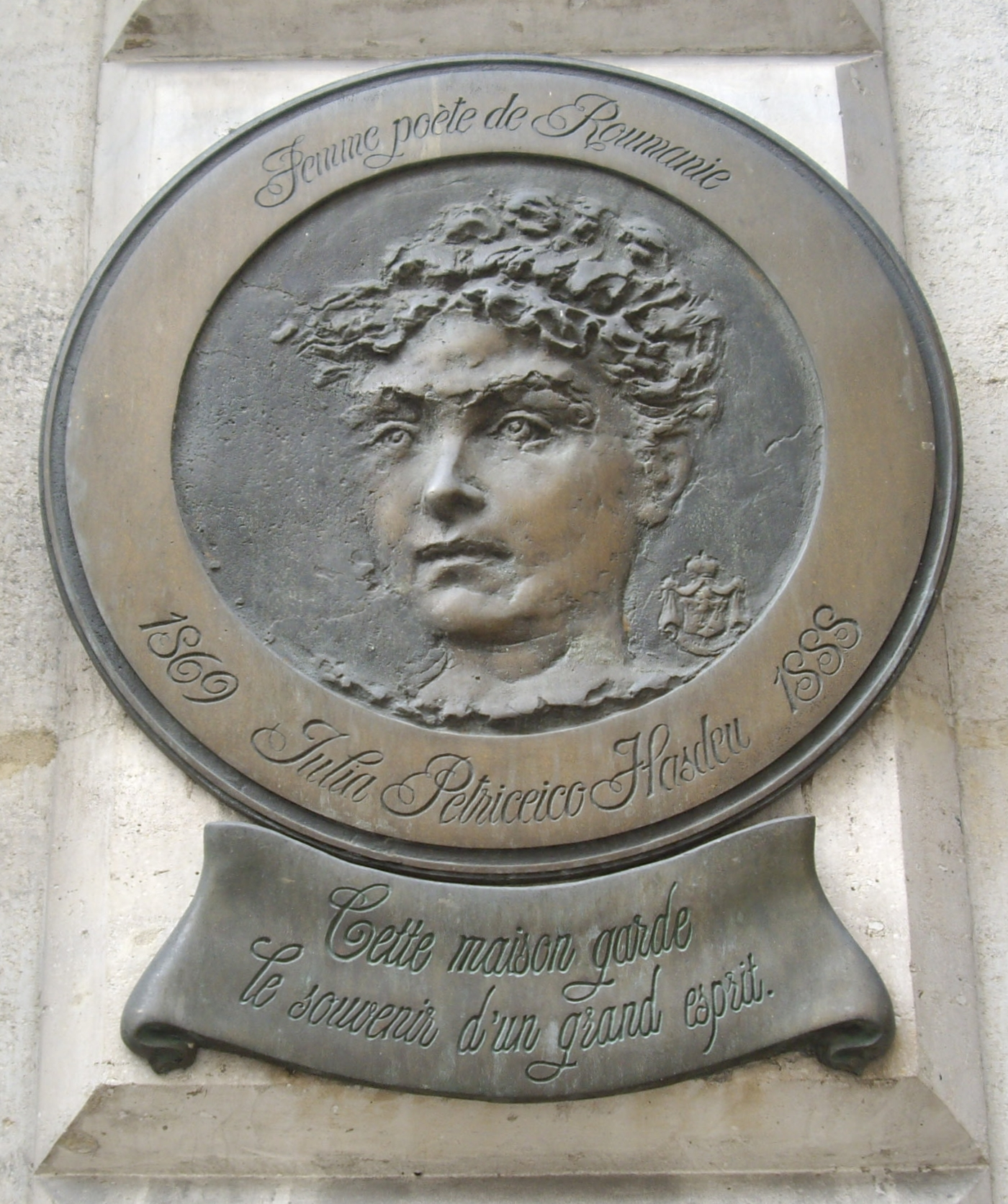
Plaque 28 rue Saint-Sulpice (Paris).

Iulia Hasdeu est la fille de l'écrivain et polymathe Bogdan Petriceicu Hasdeu. Enfant surdouée, elle apprend vite la lecture, l'écriture et les langues étrangères. Elle achève ses études au lycée Saint-Sava et à l'Académie de musique de Bucarest en 1880, puis elle poursuit ses études à Paris en entrant à la Sorbonne en 1885, ainsi qu'à l'École pratique des hautes études. Elle suit également des cours de peinture avec le peintre Diogène Maillart. Elle habitait au no 28 de la rue Saint-Sulpice à Paris, où une plaque à son effigie est apposée.
Iulia Hasdeu meurt de la tuberculose en 1888.  Elle est enterrée au cimetière Bellu de Bucarest. Son père, profondément affecté par sa mort, construisit le château Iulia Hasdeu, à Câmpina, en sa mémoire. La légende s'est emparée du fait qu'il ait usé tous les moyens du spiritisme pour entrer en contact avec l'esprit de sa fille.
Ses œuvres, des poèmes écrits en roumain ou en français et des pièces de théâtre, sont d'abord publiées sous le pseudonyme de « Camille Armand »  à Paris, en 1889 et 1890, en trois volumes : Bourgeons d'avril, Chevalerie et Théâtre. Légendes et contes. Le traducteur en roumain de l'œuvre de Iulia Hasdeu est Ciprian Doicescu.